# Steatopygie

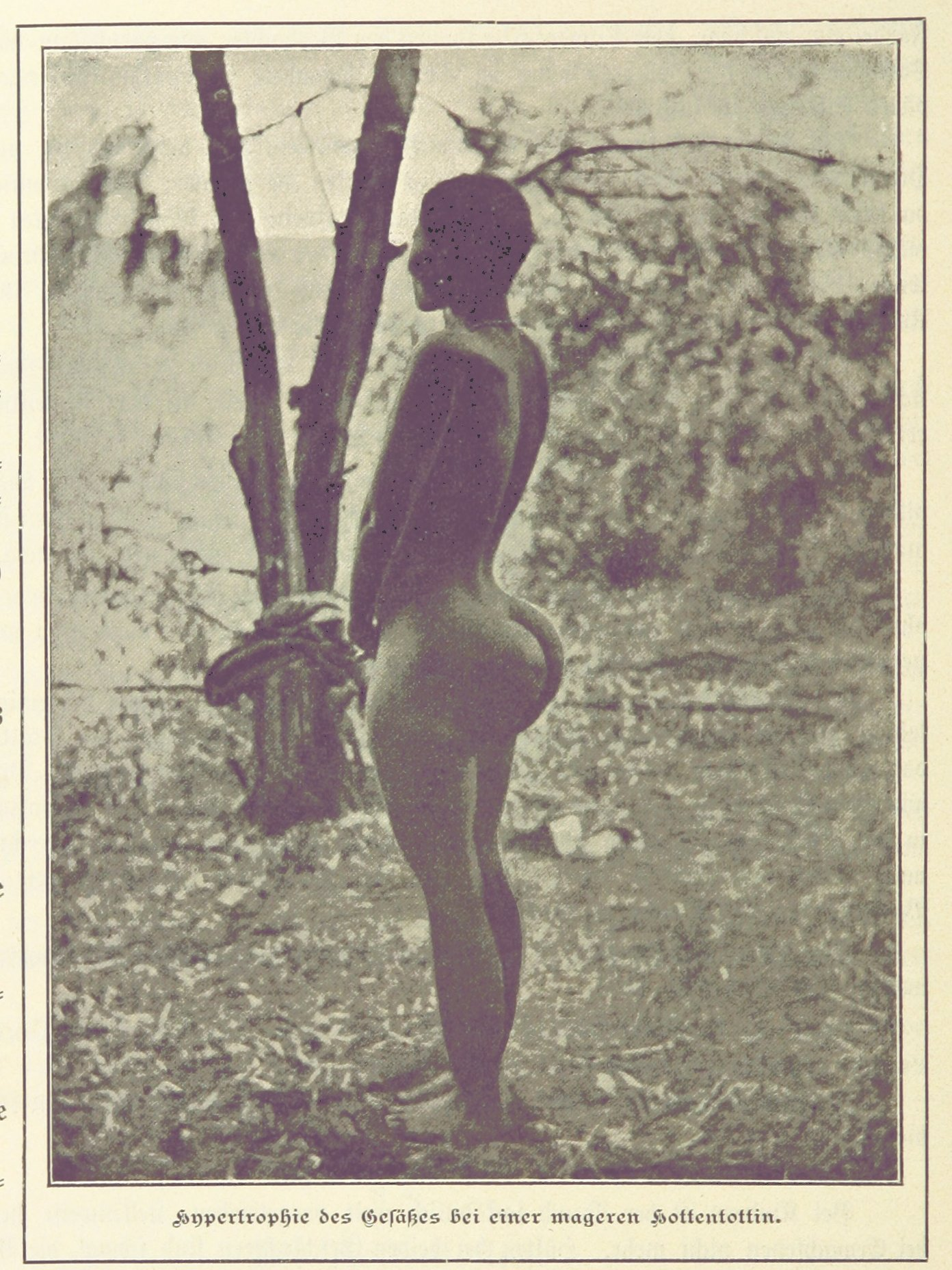
Steatopygie bij een Khoikhoi vrouw

Steatopygie is een sterke verdeelde ophoping van vet onder de huid op een plaats van het lichaam, bijvoorbeeld de billen. De vetophoping beperkt zich niet slechts tot de billen, maar bevindt zich over het algemeen ook vaak op de bovenbenen en dijen. Soms strekt de vetlaag zich zelfs uit tot de knie. Steatopygie is een genetisch kenmerk van vooral de Khoisan en Pygmeeën in zuidelijk Afrika; het komt echter ook voor bij sommige Ethiopische en Sudanese volken. Vrouwen met steatopygie, zoals Saartjie Baartman, werden in de negentiende eeuw ook regelmatig tentoongesteld op freakshows van kermissen of circussen.